# 喀里多尼亚运河
喀里多尼亚运河是一條連接蘇格蘭東海岸印威內斯及西海岸威廉堡的運河。該運河修建於19世紀早期，由蘇格蘭工程師托马斯·特尔福德設計，和另外一條特爾福德設計的運河—瑞典的約塔運河是姊妹運河。運河河段中只有三分之一是人工河段，其他部分都是天然水體。

## 外部連結

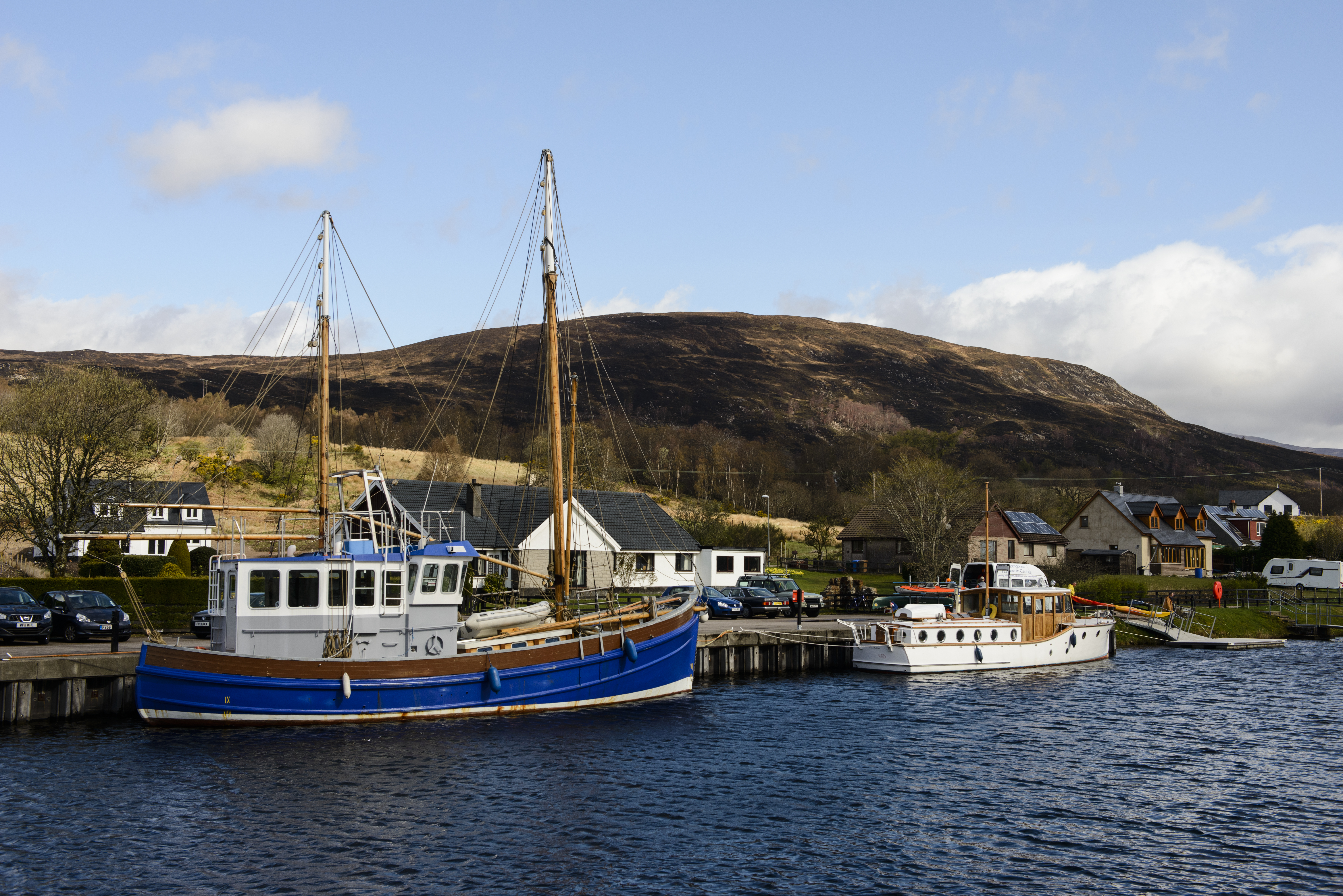

- Caledonian Canal at scottishcanals.co.uk （页面存档备份，存于）
- Information on the great glen canoe trail （页面存档备份，存于）
- Winchester, Clarence (编), , : 631–633, 1937  [2017-09-10], （原始内容存档于2019-05-31） illustrated description of the Caledonian Canal

57°06′45″N 4°44′19″W / 57.112478°N 4.738541°W